# 1654 в Україні

## Пам'ятні дати та ювілеї
- 775 років з часу у 879 році:
  - Після смерті Рюрика у Новгороді як опікун його малолітнього сина Ігора став правити Віщий Олег, можливо брат його дружини Ефанди.
- 625 років з часу у 1029 році:
  - Київський князь Ярослав Мудрий здійснив похід на Кавказ проти ясів.
- 600 років з часу у 1054 році:
  - Дроблення Київської Русі на уділи після смерті Ярослава Мудрого. У Києві батька змінив Ізяслав Ярославович, поділивши владу з братами, які отримали окремі уділи. Святослав Ярославич почав княжити в Чернігові, Всеволод Ярославич — у Переяславі, Вячеслав Ярославич — у Смоленську. Спільне правління трьох братів Ізяслава, Святослава та Всеволода називають триумвіратом Ярославичів.
  - Перша літописна згадка Києво-Печерського монастиря.
- 500 років з часу у 1154 році:
  - Під час у битви над Серетом (під Теребовлем) галицька дружина на чолі з Ярославом Осмомислом завдала поразки київському князю Ізяславу Мстиславичу;
  - Після смерті Ізяслава Мстиславича київський престол перейшов до Ростислава Мстиславича, який до того княжив у Смоленську (листопад);
  - Новий князь Ростислав Мстиславич пішов на Чернігів проти Ізяслава Давидовича, але зазнав невдачі, що змусило його поступитися київським престолом князю Ізяславу.
- 450 років з часу у 1204 році:
  - Галицько-волинський князь Роман Мстиславич посадив на київський престол Ростислава Рюриковича.
  - У Чернігові почав княжити Всеволод Чермний.
- 150 років з часу у 1504 році:
  - обрання Митрополитом Київським Іона II.
  - битви під Оршею між 30-тисячним військом князя Костянтина Острозького, гетьмана Великого князівства Литовського, Руського та Жемайтійського та 80-тисячним московським військом на чолі з воєводою Іваном Челядниним. Зазнавши поразки, московські війська відступили до Смоленська (8 вересня);
- 100 років з часу у 1554 році:
  - Польський король Сигізмунд II Август призначив Дмитра Вишневецького стражником на острові Хортиця за дніпровими порогами.
- 25 років з часу у 1629 році:
  - розгрому татар-нападників у битві під Бурштином (Жовтень);
  - спільний Синод Руських Православної та Унійної церков у Львові у якому взяли участь тільки греко-католики[1] (26 жовтня);
  - Джанібек Гірей утретє очолив Кримське ханство.

### Видатних особистостей

#### Народились
- 775 років з дня народження (879 рік):
  - Ігор I (Ігор Старий), Великий князь Київський (912—945 рр.) з династії Рюриковичів.

#### Померли
- 600 років з часу смерті (1054 рік):
  - Ярослав Мудрий (близько 978-1054), державний діяч Київської Русі (великий князь київський).
- 575 років з часу смерті (1079 рік):
  - Анна Ярославна (Анна Київська), шоста королева Франції (1051—1060 рр.), донька князя Ярослава Мудрого і доньки короля Швеції Інгігерди, друга дружина французького короля Генріха I Капета.
- 500 років з часу смерті (1154 рік):
  - Ізяслав Мстиславич, київський князь;

## Події
- проведення Переяславської ради козацької верхівки, на якій генеральна старшина на чолі з гетьманом Богданом Хмельницьким, а також полковники та сотники висловились за об'єднання України з Московщиною (18 січня). У зв'язку з втратою оригінальних документів, підписаних у Переяславі Богданом Хмельницьким та Василієм Бутурліним, керівником московського посольства, залишається невідомим якою по характеру була Переяславська угода — персональна унія, державна унія, васальна угода чи тимчасовий військовий союз.
- підписання Московських (Березневих) статей у Москві — угоду між українською козацькою старшиною і московським урядом, яка регламентували політичне, правове, фінансове і військове становище України після Переяславської ради (березень 1654);
- Кримське ханство знову очолив Мехмед IV Ґерай.

## Особи

### Народились
- Данило Апостол — український військовий, політичний і державний діяч. Гетьман Війська Запорозького, голова Гетьманщини на Лівобережній Україні (1727-1734);
- Інокентій Винницький — український православний релігійний діяч, Єпископ Перемиський (1680—1700 рр.);
- Симеон Огурцевич — церковний діяч, священик-василіянин, доктор філософії і богослов'я, протоархимандрит Василіянського Чину Конґреґації Пресвятої Тройці (1690—1698 рр.)

### Померли
- Вишневецька Христина — представниця українського магнатського і князівського роду, донька князя Адама Вишневецького;
- Дем'ян Лисовець — український військовий діяч періоду Хмельниччини, дипломат.
- Зависна Олена — дружина сотника Зависного, героїня оборони Буші (тепер Ямпільський район Вінницької області);
- Іван Гиря — український військовий діяч, сподвижник Богдана Хмельницького;
- Іслям III Ґерай — кримськотатарський державний, політичний і військовий діяч. Кримський хан (1644–1654) з династії Ґераїв;
- Катіржний Роман — український військовий діяч та дипломат часів Хмельниччини, Ніжинський полковник;
- Острозька Анна Алоїза — представниця української аристократії, меценат, завзята прихильниця католицького обряду;
- Пободайло Степан Данилович — український військовий діяч, чернігівський полковник (1651), наказний гетьман Лівобережної України (1652–1654).

## Засновані, створені
- місто Харків.  → Так, у «Наказній памяті», від  30 вересня (12 жовтня) 1654 року говорилося: «Которые черкасы построились .. промеж речек Харькова и Лопани о городовом строении, и что вы по их челобитью .. писали, а велели .. городового места осмотреть и описать и чертеже чертить и черкас переписать»…
- Гензерівка
- Супоївка
- Дівицька сотня
- Менська сотня
- Олишівська сотня
- Понорницька сотня
- Седнівська сотня